# 森恒夫
森 恒夫（もり つねお、1944年〈昭和19年〉12月6日 - 1973年〈昭和48年〉1月1日）は、日本のテロリスト。新左翼活動家。連合赤軍中央委員会委員長。

## 経歴
大阪市電気局（後に大阪市交通局）に勤務していた父親のもと、大阪市大淀区（現・北区）長柄中に生まれる。長柄中には電気局（交通局）の公舎があった。中学・高校の同窓生の回想では、その時期には公舎は鉄筋コンクリート5階建の団地のような建物だったという。兄2人、妹1人の4人きょうだいだった。連合赤軍幹部時代に「共同軍事訓練」後に経歴を披露した際、小学生の時に在日朝鮮人の友人がいて民族差別に接したことを話したとされる。
大阪市立豊崎中学校から大阪府立北野高等学校に進学した。高校時代は剣道部に所属し、2年生の秋には主将となった。ただし同窓生によると、当時の森は真面目に練習はするものの、決してリーダーシップを発揮するタイプではなく、主将への就任も有力視された同学年の部員が、自分が主将となることを回避するために森を推薦したと後に記している。別の背景として、他の部員と積極的にかかわろうとせず孤立しがちだった当時の森を活動に引き入れる方策だったともされる。当時の教員が「普通の真面目な子」と語ったインタビューや、「どちらかというとひ弱な文学青年に近いんじゃないかな」という中高の同窓生による証言がある。
1963年に大阪市立大学文学部中国語学科に進学する。当初は中高の同窓生を通じて頼まれた、母校の中学生向け学習塾で国語講師のアルバイトを1年ほどしていたという。一方で大阪市立大学の大学生協でもアルバイトをおこない、そこで共産主義者同盟の田宮高麿と出会って学生運動へと進んだ。3学年下の赤木志郎が森と出会った頃には、森は学籍のみを残して大学生協組織部の専従職員となっていた。
1965年11月、日韓条約批准阻止デモに参加し（当時の写真では背広姿でデモ隊を先導している）、初めて逮捕される。
大学時代の森について赤木志郎は、「ナイーブでシャイな」一面があったと述べるとともに、田宮高麿とは違って「すでにある路線、秩序のもとでの活動で能力を発揮できる人ではなかったのではと考えています」と佐賀旭からのメールでの質問に回答し、社会主義学生同盟での会合で責任者だったにもかかわらず意見をまとめられなかったという記憶も踏まえて、情勢に基づき自ら方針を決めるということへの関心や資質が低かったと指摘した。
1969年7月6日、共産主義者同盟関西派が塩見孝也の指揮で明治大学和泉校舎の関東派を襲撃した際、直前で逃亡した。帰阪した森は東大阪市の工場で旋盤の仕事に就いた（賃金の一部を田宮にカンパしたとされる）。同年12月、塩見が共産主義者同盟を分裂させる形で作った赤軍派に、自己批判をおこなって復帰したが、襲撃を離脱した理由については語らなかった。
赤軍派は1969年11月の大菩薩峠事件でメンバー53人が逮捕され、1970年3月15日に塩見が逮捕、同月31日には田宮らがよど号ハイジャック事件で北朝鮮に渡る。この結果、森は国内に残った赤軍派の指導者となった。森が指導者となった点について、当時のメンバーだった西浦隆男は後に「積極的に指導権を握ろうとしたのではなく、他にいないので、やむなく引き受けたというのが真相ではなかろうかと思う」と記している。
森はM作戦（金融機関強盗）や交番襲撃（警官の所持する拳銃奪取が目的）を組織として実施した。しかし、1971年3月に捜査当局から銀行強盗を指揮した罪で指名手配された。その後、京浜安保共闘との連携を指導し、やがて統一組織連合赤軍を結成した。
連合赤軍結成後、革命左派の永田洋子と坂口弘から離脱者に対する処分について相談された森は「スパイは処刑すべきだ」と返答する。これを受けて革命左派は離脱者2人を相次いで殺害する印旛沼事件を起こし、坂東國男によると森が1人目の殺害を先方から伝えられたときにはそのことを坂東に話しただけで暗い表情で沈黙し、次に坂東が永田から2人目の殺害を聞いたと報告したときには「え、またやったのか!もはやあいつらは革命家じゃないよ!頭がおかしくなったんじゃないか!」と叫んでうつむいたという。
1971年12月、山梨県の山岳アジトでの「共同軍事訓練」に革命左派出身のメンバーが水筒を持参しなかったことを知ると、赤軍派メンバーに対してこれを理由とした革命左派への批判をおこなうよう指示した。これは森が革命左派に対して連合赤軍でのヘゲモニーを取ろうとしたためだとされる。革命左派側も、永田が赤軍派の遠山美枝子を批判する展開となり、この対立を抑えるために森はメンバーが「革命戦士」となる「共産主義化」という方針を打ち出した。森は連合赤軍の中に設けられた指導組織「中央委員」の委員長となる。森は山岳ベースを転々とする中で、副委員長の永田とともに独裁的な立場となり、「総括」と称する暴力行為によって、12人の同志を殺害する山岳ベース事件を指揮した。
1972年2月17日、永田とともに一度下山した後、活動資金（2人で390万円弱）を持ってキャンプに戻ろうとしたところを妙義湖から1kmほど入った山中で警察に発見され、刃渡り15cmの匕首とヤスリで作った鎧通しを振りかざして警官隊の群れの中に突入した。森は倒れた警官に馬乗りになってナイフで刺したが（刺された警官は防弾チョッキを着用していたため軽傷で済んだ）制圧され、永田と揃って逮捕された。警察は古い写真しか持っていなかったため、逮捕したのが森だと確認するのに時間がかかったという。
獄中で事件の詳細と自己の心情を述べた「自己批判書」などを書きあげ、「私の行った行為が日本革命史上かってない残虐な非プロレタリア的行為であった」と自己批判した。「自己批判書」は、高沢皓司の編集により1984年に新泉社から『銃撃戦と粛清』の題名で出版された。
獄中にあった1972年10月から、森は面会に訪れたクリスチャンの若い女性と文通し（女性はその後も数度面会した）、手紙の一つには「一時は卑怯にも、又おろかにも死んで責任をとろうとのみ考えていたこともございました。（中略）自己批判をなし遂げようと考えましてからは日々私にとって終りのない最後の闘いがはじまりました」と記していた。後述する自殺の後、主任弁護人は獄中の森が聖書を読んでいたと述べている。また、12月には同じく逮捕された坂東國男に宛てて手紙を書き、「6日で28回目の誕生日を迎えます。1月前に小さな生命も1年目を迎えている筈ですが、感無量です」と自分の子供に対する感慨を述べたり、第2次自己批判書を書いて関係者に読んでもらい「事実関係とその評価をはっきりさせて、ぼくらの総括の基本方向を打ち出したいと思っている」とした上で坂東にも何か書いてほしいといった内容が記されていた。
1973年元日の午後2時頃、森は東京拘置所の独房で、のぞき窓の鉄格子に巻いたタオルに首を吊った状態（足首はシャツで縛っていた）で発見された。発見時には意識はなかったものの静脈は正常に動いており、ただちに蘇生措置が講じられたが、午後3時15分に死亡が確認された。満28歳没。塩見と坂東宛に遺書が残されていた。坂東宛の遺書の末尾には「この一年間の自己をふりかえるととめどもなく自己嫌悪と絶望がふきだしてきます。（ここで改行）方向はわかりました。今ぼくに必要なのは真の勇気のみです。はじめての革命的試練―跳躍のための。」と綴られていた。
1月3日、東京拘置所にかけつけた遺族が遺体と対面を済ませた後、弁護士の付き添いにより火葬場に入る直前、弁護士にもっぷる社、連合赤軍公判対策委員会メンバーらが詰め寄り直談判。急遽、通夜が行われることとなり、遺体は豊島区駒込のアッセンブリーズ・オブ・ゴッド教会に運び込まれた。その後の葬儀には赤軍派関係者、救援運動家などが参加したが、赤軍派創設時の指導者らが生前に拘置所へ面会に行かなかったことなどに対し、救援関係者が彼等に抗議する場面などもあり、森と連合赤軍への評価をめぐる混乱が浮き彫りにされた。この通夜には、文通していたクリスチャンの女性も参列した。

## 人物
逮捕当時妻子（子供は男児）がおり、山岳ベースに連れてくると宣言しながら結局実行しなかった。連合赤軍メンバーだった吉野雅邦は、山岳ベースで森が唯一自己批判したのが吉野の内縁の妻が宿していた胎児を死なせた点であることや、家族連れで参加したメンバーの1歳の子供をかわいがったり、息子の話をする「子煩悩」だったことを記している。一方で逮捕直前には「革命のためにはそれがふさわしい」という理由で、妻子と別れて永田洋子と結婚する考えだったとされる。妻は森の没後に別の男性と再婚した。
前記の通り、高校から大学の頃には「文学青年」と評される内気な人物で、佐賀旭の取材時に高校の同級生からは「どうしてあんなことをしたのか信じられない」といった感想が語られた。高校3年生時の担任教員は後に新井将敬（森とは入れ違いに入学）のクラスも担当し、高校OB会のインタビューで「この二人には共通するところがあってね。自分自身に対して非常な期待感があるんやな。向上心は人一倍強かったように思う。（中略）あまりにも高い理想があって、焦ってる感じもしたなあ。」と述べている。
また連合赤軍幹部となる以前は、痩せ気味の顔にそれなりに髪も伸ばしており、高校剣道部の同窓生は逮捕時にテレビに映った顔（短髪で膨れ気味）を見ても森だとわからなかったという。坂東國男は、森が赤軍派のリーダーになった後に風貌が変化したと記している。
赤軍派メンバーだった植垣康博は、初対面で「ずいぶん態度のでかい人」と感じたと述べ、東京・青山のアジトで共同生活をしたときには食事係の自分の作った料理にさんざん文句をつけられ、「森さんの生活の面倒を見るために赤軍派に加わったんじゃない」と内心思っていたという。植垣は、「現実を重視しない」という点で森は「指導者としては失格」と評している。
連合赤軍幹部の坂口弘は森の性格の特徴として、常識的な眼を持ちながら赤軍派の理論にも染まっており「両者が矛盾をきたすと、つねに後者の赤軍派理論を優先させた」と指摘している。

## 森恒夫を描いた作品
立松和平が連合赤軍と革命左派をモデルに描いた小説『光の雨』では、森をモデルとした最高幹部・倉重鉄太郎が登場する。高橋伴明監督により2001年に公開された映画版は、小説『光の雨』を映画化する過程を描くという体裁を取り、劇中劇として映画化される『光の雨』の倉重鉄太郎役となる俳優を山本太郎が演じている。山本は、その後の政治運動への参加とこの映画出演の関係について訊かれた際「反権力志向は前からあったが、森恒夫には全く心を動かされなかった。連赤(連合赤軍)を斜めから見ていた。森は自己満足で、閉鎖集団の中で誰がイニシアチブを取るかで争っていただけだと、小馬鹿にしていた」と答えた。
関係者の大半を実名で描いた2008年公開の映画『実録・連合赤軍 あさま山荘への道程』では地曵豪が森の役を演じている。
連合赤軍をモデルとして描く山本直樹の漫画『レッド』では、森をモデルとした北盛夫というキャラクターが登場する。

## 著書
- 『銃撃戦と粛清』新泉社